# Дом учёных (Новочеркасск)
Дом учёных — особняк в центре Новочеркасска на улице Атаманской.
Построен в стиле модерн в 1909 году инженером, преподавателем кафедры архитектуры Донского политехнического института, Г. М. Сальниковым. Автор проекта проживал в этом доме до 1911 года, когда сдал его в аренду институтской библиотеке, а сам переселился в дворовой флигель. Библиотека вскоре стала культурным центром вуза, и дом Сальникова получил известность как Дом ученых, место, где преподаватели-политехники отдыхали и работали. 
В 1985—1993 годы особняк занимал городской комитет профсоюзов, а в 1993 году тогдашний мэр Н. И. Присяжнюк передал его в аренду казакам. Десять лет здесь размещалось Атаманское правление Новочеркасского казачьего округа Всевеликого войска Донского. В 2003 году новый окружной атаман А. П. Волков перевел казачье правление в городской Дом культуры. Вначале 2000-х особняк несколько раз переходил от одного владельца к другому. Состояние памятника архитектуры стремительно ухудшалось. В 2004 году здание было отреставрировано.

## Описание
Пространственная организация (развитие пространства от центрального ядра здания), асимметрия фасадов, декоративные элементы в полной мере соответствуют тенденциям модерна. Фасад двухэтажного особняка имеет раскрепованный ордер. На красную линию застройки вынесены парадный вход и металлическая декоративная ограда. Второй этаж трактован как мансарда. Здание асимметричное, сложной конфигурации в плане. Фасад двухцветный, фриз с геометрическим рельефом, карниз гладкий. Левую часть фасада украшает круглая башня с конусообразной чешуйчатой металлической кровлей. Наличники окон первого этажа и парадной двери выполнены сложной формы. Половина их высоты каннелирована, а верхняя часть дополнена растительным орнаментом и своеобразным замковым камнем. Через весь фасад проходит рельефный пояс, подчеркивающий различие в оформлении верхней и нижней части наличников. Центральная двухэтажная часть с балконом выдвинута вперед, правый угол фасада закреплен широкой пилястрой. Оградка перед особняком, ворота и балконная решетка также выдержаны в стиле модерн. Второй этаж над парадной дверью оформлен в виде лоджии с несложной по рисунку, но изящной металлической решеткой. Аттик обладает сегментной формой с рельефом.